# Марьяновка (Колонщинский сельский совет)
Марья́новка (укр. Мар’янівка) — село, входит в Бучанский район Киевской области Украины.
Население по переписи 2001 года составляло 54 человека. Почтовый индекс — 08032. Телефонный код — 4578. Занимает площадь 0,024 км².

## Местный совет
08032, Київська обл., Макарівський р-н, с. Колонщина, вул. Леніна, 6